# Ciáxares
Ciáxares (griego antiguo: Κυαξάρης; persa antiguo: 𐎢𐎺𐎧𐏁𐎫𐎼  Uvaxštra; acadio: Umakištar; frigio antiguo: ksuwaksaros; kurdo: Kayxusraw; en avéstico: Huxšaθra "Buen Gobernante"), a veces transliterado como Ciájares, fue un rey de Media (reinó entre 625–585 a. C.), el tercero según Heródoto. 
Excepto por la aparición de su nombre en la Crónica de la Caída de Nínive (ABC 3) y de una mención circunstancial en la Inscripción de Behistún, todo lo que se conoce de este soberano procede una fuente griega posterior, a saber: Heródoto.
El mencionado historiador, quien escribió dos siglos después, lo considera un gran líder militar, el primero en dividir las tropas medas en secciones de lanceros, arqueros y jinetes. También es reputado por unificar a las tribus iranias, bajo la hegemonía meda, y convertir a su reino en una potencia regional, a veces denominada, Imperio Medo, con capital en Ecbatana.
Su acción fue fundamental en la caída del Imperio Asirio, campaña en la cual fue aliado de Nabopolasar, con el cual emparentó. Por la misma época, repelió las invasiones escitas que incursionaban en la Alta Mesopotamia y Media. 
Ciáxares emprendió la conquista de Anatolia,y se enfrentó al reino de Lidia, con el cual mantuvo una guerra que finalizó en un acuerdo de paz tras la batalla del eclipse del 28 de mayo de 585 a. C.
En torno a ese año murió, dejando un reino sólidamente estructurado a su hijo Astiages, último rey de su estirpe por línea directa paterna. Ciro II el Grande, fundador del Imperio persa, fue su bisnieto.